# Danh sách trường Đại học và Cao đẳng tại Vương quốc Liên hiệp Anh
Trang này liệt kê tất cả các trường đại học và cao đẳng tại Anh Quốc theo thứ tự bản chữ cái

## Các trường Đại học Tổng hợp
| A B C D E F G H I J K L M N O P R S T U W Y |

## A
- University of Aberdeen
- University of Abertay Dundee
- Anglia Ruskin University, Cambridge & Chelmsford
- University of the Arts London
  - Camberwell College of Arts
  - Central Saint Martins College of Art and Design
  - Chelsea College of Art and Design
  - London College of Communication
  - London College of Fashion
  - Wimbledon College of Art
- Aston University, Birmingham

## B
- University of Bath
- Bath Spa University
- University of Bedfordshire, Luton & Bedford
- Đại học Birmingham
- Đại học Bolton
- Đại học Bournemouth
- Đại học Bradford
- Đại học Brighton
- Đại học Bristol
- Brunel University, Uxbridge & London
- Đại học Buckingham

## C
- Đại học Cambridge
- Canterbury Christ Church University, Canterbury, Thanet, Tunbridge Wells & Chatham
- Đại học Cardiff
- University of Central England, Birmingham
- University of Central Lancashire, Preston
- Đại học Chester
- Đại học Chichester
- City University, London
- Đại học Coventry
- Đại học Cranfield, Cranfield, Shrivenham & Silsoe

## D
- Đại học De Montfort, Leicester
- Đại học Derby
- Đại học Dundee
- Durham University

## E
- University of East Anglia, Norwich
- University of East London
- Edge Hill University, Ormskirk
- Đại học Edinburgh
- Đại học Essex, Colchester & Southend-on-Sea
- Đại học Exeter

## G
- Đại học Glamorgan, Treforest, Pontypridd
- Đại học Glasgow
- Glasgow Caledonian University
- Đại học Gloucestershire, Cheltenham & Gloucester
- Đại họ Greenwich, London

## H
- Heriot-Watt University, Edinburgh & Galashiels
- Đại học Hertfordshire, Hatfield
- Đại học Huddersfield
- Đại học Hull, Hull & Scarborough

## K
- Keele University
- University of Kent, Canterbury & Medway
- Kingston University

## L
- Lancaster University
- University of Leeds
- Leeds Metropolitan University
- Đại học Leicester
- Đại học Lincoln, Lincoln, Hull, Riseholme & Holbeach
- Đại học Liverpool
- Liverpool Hope University
- Liverpool John Moores University
- Đại học London
  - Birkbeck, University of London
  - Courtauld Institute of Art
  - Goldsmiths College, University of London
  - Heythrop College
  - Imperial College London
  - Institute of Cancer Research
  - Institute of Education
  - King's College London
  - London Business School
  - London School of Economics (LSE)
  - London School of Hygiene and Tropical Medicine
  - Queen Mary, University of London
  - Royal Academy of Music
  - Royal Holloway, University of London, Egham, Surrey
  - Royal Veterinary College
  - St George's, University of London
  - School of Advanced Study
    - Institute of Advanced Legal Studies
    - Institute of Classical Studies
    - Institute of Commonwealth Studies
    - Institute of English Studies
    - Institute of Germanic Studies
    - Institute of Historical Research
    - Institute of Latin American Studies
    - Institute of Romance Studies
    - Institute of United States Studies
    - Warburg Institute

  - School of Oriental and African Studies
  - School of Pharmacy
  - University College London (UCL)
  - University Marine Biological Station, Millport
  - University of London Institute in Paris
- London Metropolitan University
- London South Bank University
- Loughborough University

## M
- University of Manchester
- Manchester Metropolitan University
- Middlesex University, London

## N
- Napier University, Edinburgh
- Newcastle University
- University of Northampton
- Northumbria University, Newcastle Upon Tyne & Carlisle
- Đại học Nottingham
- Nottingham Trent University

## O
- Open University, Milton Keynes (an open-access distance learning university)
- Đại học Oxford
- Oxford Brookes University

## P
- University of Paisley
- University of Plymouth
- University of Portsmouth

## Q
- Queen's University Belfast
  - St Mary's University College
  - Stranmillis University College
- Queen Margaret University, Edinburgh

## R
- University of Reading
- Robert Gordon University, Aberdeen
- Roehampton University, London
- Royal College of Art, London

## S
- University of St Andrews
- University of Salford
- University of Sheffield
- Sheffield Hallam University
- University of Southampton
- Southampton Solent University
- Staffordshire University, Stoke-on-Trent, Stafford & Lichfield
- University of Stirling, Bridge of Allan
- University of Strathclyde, Glasgow
- University of Sunderland
- University of Surrey, Guildford
  - Saint Mary's College, London
- University of Sussex, Falmer and Brighton (East Sussex)

## T
- University of Teesside, Middlesbrough
- Thames Valley University, Ealing, Slough & Reading

## U
- Đại học Ulster, Belfast, Coleraine, Jordanstown, Magee

## W
- University of Wales
  - University of Wales, Aberystwyth
  - University of Wales, Bangor
  - Đại học Wales, Lampeter
  - Dại học Wales, Newport
  - Đại học Wales, Swansea
  - North East Wales Institute of Higher Education (NEWI), Wrexham
  - University of Wales Institute, Cardiff (UWIC)
  - Royal Welsh College of Music & Drama, Cardiff
  - Swansea Institute of Higher Education
  - Trinity College, Carmarthen
- Đại học Warwick, Coventry
- Đại học Westminster, London
- Đại học West of England, Bristol
- Đại học Winchester
- Đại học Wolverhampton
- Đại học Worcester

## Y
- Đại học York
- York St John University

## Các "University Colleges"
- Bishop Grosseteste University College Lincoln
- Buckinghamshire Chilterns University College, High Wycombe & Chalfont St Peter
- University College for the Creative Arts at Canterbury, Epsom, Farnham, Maidstone & Rochester
- University College Falmouth
- Harper Adams University College, Newport, Shropshire

## Các trường Cao đẳng
- The Arts Institute at Bournemouth
- Bell College, Hamilton & Dumfries
- Birmingham College of Food, Tourism and Creative Studies
- Bradford College, Bradford
- Burton College, Staffordshire
- City Lit, London
- City College, Birmingham
- Edinburgh College of Art, Edinburgh
- Glasgow College of Nautical Studies, Glasgow
- Glasgow School of Art, Glasgow
- Guildhall School of Music and Drama, London
- Hull York Medical School
- Leeds College of Music
- Liverpool Institute for Performing Arts
- Newman College of Higher Education, Birmingham
- Norwich School of Art & Design
- Ravensbourne College of Design and Communication, London
- Royal Northern College of Music, Manchester
- Royal Scottish Academy of Music and Drama, Glasgow
- Rose Bruford College, Sidcup
- College of St Mark & St John, Plymouth
- Scottish Agricultural College, Edinburgh
- Trinity and All Saints, Leeds
- Trinity College of Music, London
- UHI Millennium Institute, Scottish Highlands and Islands
- Union Theological College, Belfast
- Wirral Metropolitan College
- Writtle College, Chelmsford